# Серия романов о Гарри Поттере
«Га́рри По́ттер» (англ. «Harry Potter») — серия романов, написанная британской писательницей Дж. К. Роулинг. Книги представляют собой хронику приключений юного волшебника Гарри Поттера, а также его друзей Рона Уизли и Гермионы Грейнджер, обучающихся в школе чародейства и волшебства Хогвартс. Основной сюжет посвящён противостоянию Гарри и тёмного волшебника по имени лорд Волан-де-Морт, в чьи цели входит обретение бессмертия и порабощение магического мира.
Начиная с публикации первого романа «Гарри Поттер и философский камень» 26 июня 1997 года книги серии обрели огромную популярность, признание критиков и коммерческий успех во всём мире.
По состоянию на февраль 2018 года количество проданных книг составило около 500 миллионов экземпляров, вследствие чего серия вошла в список литературных бестселлеров.
Романы переведены на 80 языков, в том числе на русский.
Последние четыре книги последовательно поставили рекорды, как наиболее быстро продаваемые литературные произведения в истории.
Серия представляет собой совмещение многих жанров, среди которых — фэнтези и подростковый роман с элементами приключений, детектива, триллерa и любовного романа, а также включает в себя немало культурных отсылок.
По словам Роулинг, главной темой романов является смерть, хотя они и рассматриваются в первую очередь как детская литература. Помимо этого в серии затронуты такие темы, как предрассудки и коррупция.
Первоначально главными издателями книг являлись Bloomsbury в Великобритании и Scholastic Press в США. С тех пор серия была опубликована многими издательствами по всему миру. Книги были экранизированы кинокомпанией Warner Bros. Pictures в виде серии из восьми фильмов, ставшей одной из самых прибыльных в истории кинематографа. Популярность книг также привела к возникновению самых различных товаров, вследствие чего бренд «Harry Potter» оценивается в сумму свыше 12,78 млрд долларов.

## Книги о Гарри Поттере
Основную часть серии о Гарри Поттере составляет гепталогия о борьбе с тёмным волшебником Волан-де-Мортом и его приспешниками. В седьмой, заключительной книге обучения уже нет — она целиком посвящена подготовке Гарри и его друзей к финальной битве с Волан-де-Мортом и самой этой битве.
Основная серия:
1. Гарри Поттер и философский камень (1997)
2. Гарри Поттер и Тайная комната (1998)
3. Гарри Поттер и узник Азкабана (1999)
4. Гарри Поттер и Кубок огня (2000)
5. Гарри Поттер и Орден Феникса (2003)
6. Гарри Поттер и Принц-полукровка (2005)
7. Гарри Поттер и Дары Смерти (2007)

Официальные дополнения (Книги волшебного мира Гарри Поттера, Знаменитые книги Хогвартса):
1. Сказки Барда Бидля
2. Квиддич с древности до наших дней
3. Фантастические звери и места их обитания

Коллекционные издания:
1. Гарри Поттер. Рождение легенды
2. Мир волшебства. История легенды
3. Гарри Поттер. Фантастические существа

Особняком стоят отдельный короткий текст под названием «Гарри Поттер: предыстория» (2008), описывающий случай, произошедший во времена молодости Джеймса Поттера и Сириуса Блэка — впоследствии отца и крёстного отца Гарри Поттера. Приквел к серии, состоящий из 800 слов, был написан в рамках сбора средств, организованного сетью книжных магазинов Waterstones. А также пьеса Джека Торна в двух частях «Гарри Поттер и Проклятое дитя» (2016), которая написана в соавторстве с Джоан Роулинг и Джоном Тиффани, который также выступил режиссёром постановки.

## Мир Гарри Поттера
Действие серии происходит в мире, в значительной мере аналогичном реальному, в Англии, в 1990-х годах. В отличие от реального мира, в мире Гарри Поттера среди обычных людей живут волшебники (или маги), обладающие способностью к применению магии. Обычные люди (волшебники называют их маглами) не знают о существовании волшебников, так как последние тщательно маскируются. Сообщество магов замкнуто и самодостаточно, живёт среди маглов, но не зависит от них и старается не соприкасаться.

## Создание серии

### Начало работы и история публикации
В 1990 году Джоан Роулинг была в переполненном поезде, следовавшем из Манчестера в Лондон, когда идея о Гарри Поттере, по словам писательницы, вдруг «упала на голову»:

«Я писала почти непрерывно с шести лет, но я никогда не была так взволнована идеей раньше. Я просто сидела и думала четыре часа подряд (из-за опаздывающего поезда), а все детали кипели в моём мозгу, и этот худой, черноволосый мальчик в очках, не знавший, что он волшебник, становился для меня всё более и более реальным».
Оригинальный текст (англ.)I had been writing almost continuously since the age of six but I had never been so excited about an idea before. I simply sat and thought, for four (delayed train) hours, and all the details bubbled up in my brain, and this scrawny, black-haired, bespectacled boy who did not know he was a wizard became more and more real to me.

По приезде Роулинг сразу начала писать книгу. Чаще всего она делала это в своём любимом кафе в Эдинбурге. Роулинг завершила «Гарри Поттер и философский камень» в 1995 году и отослала рукопись нескольким перспективным литературным агентам. Её интересы стал представлять агент Кристофер Литтл, он послал рукопись издательству «Bloomsbury». После того как восемь других издательств отвергли «Гарри Поттер и философский камень», «Bloomsbury» предложило Роулинг 2500 фунтов аванса за публикацию романа. Несмотря на заявление Роулинг о том, что у неё не было в виду какой-либо конкретной возрастной группы, когда она начинала писать книги о Гарри Поттере, издатель первоначально рассчитывал на детскую аудиторию в возрасте от девяти до одиннадцати лет. В преддверии публикации Роулинг попросила своих издателей поместить на обложку более гендерно-нейтральный псевдоним, опасаясь, что представителям мужского пола этой возрастной группы будет неинтересно прочесть роман, если они будут знать, что он написан женщиной. Писательница решила использовать имя Джоан Кэтлин Роулинг (англ. Joanne Kathleen Rowling), используя имя своей бабушки как второе имя, поскольку у самой Роулинг второго имени нет.
Роман «Гарри Поттер и философский камень» был опубликован 30 июня 1997 года издательством «Bloomsbury», выпустившим впоследствии все книги серии в Соединённом Королевстве. Выход второй книги, «Гарри Поттер и тайная комната», состоялся 2 июля 1998 года. «Гарри Поттер и узник Азкабана» был опубликован через год в Великобритании 8 июля 1999 года. «Гарри Поттер и кубок огня» был издан 8 июля 2000 года. «Гарри Поттер и Орден Феникса» был опубликован на английском языке по всему миру 21 июня 2003 года. За 24 часа с момента выхода в свет шестой книги, «Гарри Поттер и Принц-полукровка», выпущенной 16 июля 2005 года, во всём мире было продано 9 миллионов экземпляров. Седьмой и заключительный роман «Гарри Поттер и Дары смерти» был опубликован 21 июля 2007 года, за первые 24 часа после выхода было продано 11 миллионов копий романа.

### Завершение серии
В декабре 2005 года Роулинг объявила на своём веб-сайте, что «2006-й станет годом, когда будет написана последняя книга в серии о Гарри Поттере». Книга была завершена в отеле Balmoral в Эдинбурге, где автор оставила сообщение на задней стороне бюста Гермеса: «Дж. К. Роулинг закончила писать „Гарри Поттера и Дары Смерти“ в номере 552 11 января 2007 года».
По словам самой Роулинг, последнюю главу последней книги (на самом деле эпилог) она завершила «где-то в 1990-х». В июне 2006 года, будучи гостьей на британском ток-шоу «Ричард и Джуди», автор объявила, что изменила последнюю главу так, что один из персонажей «получил отсрочку», а двое других, в предыдущем варианте переживших всю историю, отныне будут убиты. 27 марта 2007 издательство Bloomsbury представило варианты обложек книги для различных возрастных аудиторий.
В сентябре 2012 года Роулинг упомянула в интервью о возможном создании «режиссёрской версии» двух книг из серии.

## Структура и жанр
Романы серии «Гарри Поттер» представляют собой фэнтези-литературу, совмещая в себе признаки таких жанров, как подростковый роман, детектив, приключения, триллер и любовный роман. Помимо прочего серию можно отнести к списку британских детских книг, сюжеты которых концентрируется на школах-интернатах: «Сталки и компания» Редьярда Киплинга, «Башни Мэлори» Энид Блайтон и «Билли Бантер» Чарльза Гамильтона. В соответствии с этим события книг о Гарри Поттере преимущественно разворачиваются в Хогвартсе, вымышленной британской школе-интернате, учебная программа которой включает в себя главным образом изучение магических искусств. По словам Стивена Кинга, каждая из книг, являющихся «хитроумными сказками», построена в стиле детективных историй о Шерлоке Холмсе. Повествование каждой истории ведётся с точки зрения третьего лица.
В середине каждой книги Гарри сталкивается с различными проблемами, решение которых нередко сопровождается нарушением школьных правил. Пойманных за несоблюдение правил учеников преподаватели Хогвартса подвергают дисциплинарным наказаниям, часто встречающимся в поджанре литературы о школах-интернатах. Тем не менее сюжетные линии достигают своего апогея в летнем семестре, ближе или сразу после выпускных экзаменов, когда события выходят за рамки внутришкольных конфликтов и касаются противостояния Гарри с Волан-де-Мортом или одним из его последователей, Пожирателей смерти. Повышение значимости вопроса жизни и смерти выражается в гибели одного или нескольких персонажей в последних четырёх романах и тем самым подчёркивает прогресс серии. Впоследствии Гарри извлекает для себя важные жизненные уроки из бесед с наставником Альбусом Дамблдором.
В заключительной книге серии Гарри и его друзья проводят большую часть времени вдали от Хогвартса и возвращаются в школу только к развязке. Следуя формату романа воспитания, обстоятельства подталкивают главного героя к преждевременному взрослению и вынуждают бросить школу, чтобы научиться действовать как взрослый, от решений которого зависят все остальные, включая других взрослых.

## Темы и смысловое содержание
По словам Роулинг, основной темой серии является смерть:
Мои книги в основном о смерти. Они начинаются со смерти родителей Гарри. Или взять неотступное стремление Волан-де-Морта покорить смерть. Бессмертие любой ценой — цель всякого, кто прикоснулся к магии. Я так понимаю, почему он хочет победить смерть: мы все боимся её.
Оригинальный текст (англ.)My books are largely about death. They open with the death of Harry's parents. There is Voldemort's obsession with conquering death and his quest for immortality at any price, the goal of anyone with magic. I so understand why Voldemort wants to conquer death. We're all frightened of it.
Учёные и журналисты создали множество других интерпретаций поднимаемых в книгах тем, некоторые из которых более комплексные, как, например, наличие политических подтекстов. Проблемы нормальности, угнетения, выживания и борьбы в неравных условиях рассматривались как проходящие через всю серию. Кроме того, во внимание неоднократно принималась тема прохождения пути взросления и «преодоления самых страшных испытаний». По заявлению Роулинг, её книги содержат «длительный аргумент в пользу толерантности и призыв положить конец ханжеству», а также сообщение с призывом «не думать, что истеблишмент и пресса говорят только правду».
В то время как романы содержат в себе множество тематик, таких как власть и злоупотребление ею, любовь, предрассудки и свобода выбора, они, по словам Джоан Роулинг, «глубоко укоренены в сюжете», так как автор предпочла, чтобы поднимаемые идеи «вырастали естественно», а не сознательно прививались читателям. В этом же ключе подана вездесущая тема переходного возраста, в отображении которой Роулинг целенаправленно признала своих персонажей половозрелыми и не оставила Гарри, как она выразилась, «застрявшим в пред-пубертатном состоянии». Ключевой проблемой, поднятой автором, стал выбор между правильным и простым, так как, по её словам, «тирания способна начаться с людей, впавших в апатию и ступивших на лёгкий путь, которые вдруг оказываются в тяжёлом положении».

## Переводы
Романы серии были переведены на 80 языков мира, среди которых русский, азербайджанский, казахский, белорусский, украинский, арабский, урду, хинди, бенгальский, валлийский, африкаанс, албанский, латышский и вьетнамский. Вследствие этого Роулинг стала одним из самых переводимых авторов в истории. Первый роман также был переведён на латынь и древнегреческий, что сделало его самым большим опубликованным литературным произведением на древнегреческом со времён работ Гелиодора из Эмесы (III век нашей эры).
Некоторые из переводчиков являлись известными в своей области ещё до работы над «Гарри Поттером», как, например, Виктор Голышев, руководивший переводом пятой книги серии на русский язык. На русский язык в издании «Махаона» книгу переводила Мария Спивак. Турецким переводом двух из семи книг занимался Севин Окяй, популярный литературный критик и культурный обозреватель. Из соображений секретности процесс перевода начинался только тогда, когда книги уже вышли на английском языке. По этой причине многие фанаты из неанглоговорящих стран приобретали англоязычные копии. Английское издание «Гарри Поттер и Орден феникса» стало первой книгой на английском языке, попавшей в список бестселлеров Франции.
Для публикации книг в США потребовалась адаптация текстов на американский вариант английского языка, так как многие слова и понятия, используемые в романах, могли показаться незнакомыми молодой американской аудитории.

## Достижения и критика

### Коммерческий успех
Высокая популярность романов привела к тому, что, начиная с публикации книги «Гарри Поттер и Кубок огня» в 2000 году, для поклонников серии стали проводить специальные мероприятия, приуроченные к полуночным запускам продаж. Успех этих мероприятий привёл к ещё большому расширению аудитории, и в случае выхода шестого романа, «Гарри Поттер и принц-полукровка», в первые сутки было продано около девяти миллионов экземпляров из десяти миллионов копий первой партии. Последняя книга серии, «Гарри Поттер и Дары смерти», стала самой быстро продаваемой книгой в истории за счёт одиннадцати миллионов копий, проданных за первые сутки. Появление многочисленных поклонников среди взрослой аудитории привело к выпуску каждой книги в двух изданиях с идентичным содержанием, но различными обложками, ориентированными на детей и взрослых.
В сентябре 2021 года специалисты российской торговой площадки avito.ru назвали серию книг о Гарри Поттере самым популярным книжным поисковым запросом в России.

### Награды
Серия «Гарри Поттер», начиная с публикации первого романа, удостоилась множества премий, среди которых четыре Whitaker Platinum Book Awards (все из которых были вручены в 2001 году), три Nestlé Smarties Book Prizes (1997—1999), две Scottish Arts Council Book Awards (1999 и 2001), Уитбредовскую премию за книгу года для детей (1999), WHSmith book of the year (2006) и многие другие. В 2000 году «Гарри Поттер и узник Азкабана» была номинирована на премию Хьюго за лучший роман, а в 2001 году данная награда была присуждена роману «Гарри Поттер и Кубок огня». Список наград также включает в себя медаль Карнеги (1997), включение в шорт-лист Guardian Children’s Award (1998), списки лучших книг Американской библиотечной ассоциации, газеты The New York Times, Публичной библиотеки Чикаго и журнала Publishers Weekly.
Исследование, проведённое в 2004 году, показало, что книги серии часто использовались на уроках чтения вслух в начальных школах в Сан-Диего. По результатам онлайн-опроса 2007 года Национальная образовательная ассоциация США внесла серию в «Учительский Топ-100 книг для детей». Три из книг («Философский камень», «Узник Азкабана» и «Кубок огня») в числе «Top 100 Chapter Books» всех времён в опросе 2012 года, проведённом изданием School Library Journal.

### Рекорды
9 декабря 2021 года редкое первое издание романа Гарри Поттер и философский камень было продано на аукционе в США за рекордную цену — 471 тысячу долларов. Этот экземпляр стал самым дорогим среди коммерческих книг XX века. 
27 июня 2024 года оригинальная акварельная иллюстрация для обложки первого издания книги «Гарри Поттер и философский камень» была продана на аукционе Сотбис за 1,92 млн долларов, став самым дорогим в истории лотом из вселенной Гарри Поттера. Иллюстрацию размером 401 × 282 мм нарисовал в 1997 году 23-летний художник Томас Тейлор; впервые она была выставлена на аукцион в 2001 году и продана за 108 тыс. долларов.

### Критика
В 2000 году, незадолго до публикации «Гарри Поттер и Кубок огня», предыдущие три книги серии возглавили список фантастических бестселлеров газеты New York Times. В издании был создан новый раздел, посвящённый детским книгам и включающий как художественную, так и научно-популярную литературу, и учитывающий только продажи в твёрдом переплёте. Этот шаг встретил поддержку со стороны издателей и владельцев книжных торговых сетей. Одновременно данный подход вызвал ряд комментариев, представивших не только его преимущества, но и недостатки. В журнале Time предположили, что по такому принципу Billboard должны были создать «моптоп»-лист в 1964 году, когда The Beatles заняли пять позиций подряд в вершине списка, а Nielsen Media Research отдельный чарт для игровых телешоу, когда «Кто хочет стать миллионером?» стало лидером эфира. В 2004 году New York Times было продолжено дробление списка детской литературы, в котором «Гарри Поттер» доминировал как в секции серий, так и разделе одиночных книг, из которого он был впоследствии удалён.

### Дискуссии
Серия была предметом ряда судебных разбирательств, инициированных представителями американских христианских групп, считающих, что тема магии в книгах способствует пропаганде викки и колдовства среди детей. Также имели место различные конфликты по поводу авторских прав и нарушений, связанных с торговой маркой. Вследствие популярности и высокой рыночной стоимости франшизы Роулинг её издатели и компания Warner Bros., являющаяся дистрибьютором каждой экранизации книг Роулинг, для защиты своих авторских прав приняли правовые меры, которые включали в себя запрет чтения проданных по ошибке раньше времени экземпляров, продаж имитаций серии, контроль за сайтами со словосочетанием «Harry Potter» в доменных именах и судебный процесс с писательницей Нэнси Стоуффер, обвинившей Роулинг в плагиате.
Помимо этого, споры вызывают высказывания самой Роулинг о том, что школа Хогвартс является безопасным местом для жизни ЛГБТ-студентов, а её директор Дамблдор на самом деле является гомосексуалом.
Книги становились предметом споров в литературном и издательских кругах. В 1999 году третья книга стала первым произведением для детей, вошедшим в шорт-лист Уитбредовской премии. В случае победы «Гарри Поттера и узника Азкабана» один из судей пригрозил уйти в отставку. В итоге книга заняла второе место, уступив переводу англосаксонской поэмы «Беовульф».

## Культурное влияние
Помимо онлайн-общения посредством блогов, подкастов и фан-сайтов поклонники «Гарри Поттера» принимают участие в тематических конференциях. Слово «магл» (англ. «muggle»), распространившееся за пределы книжного оригинала, стало одним из немногих понятий поп-культуры, внесённых в Оксфордский словарь английского языка.
В 1999 году в возрасте 12 лет подросток Эмерсон Спартз основал сайт MuggleNet, став впоследствии самым успешным блогером, по версии New York Times.
В 2005 году создана игра квиддич, основанная на литературном прототипе.
Некоторые виды живых организмов получили названия в честь литературных героев: Dracorex hogwartsia, Eriovixia gryffindori, Ampulex dementor, Harryplax.
1 сентября 2021 года в Тирасполе (Приднестровье) возле здания Приднестровского государственного университета открыли памятник студенту в образе Гарри Поттера. В церемонии открытия участвовал президент Приднестровья Вадим Красносельский, а также члены Правительства и Парламента.

### Пародии
Популярность серии романов о Гарри Поттере привела к тому, что на её основе во всём мире было создано множество пародий на разных языках.

## Официальные дополнения

### Книги волшебного мира Гарри Поттера
В дополнение к основной серии Джоан Роулинг написано ещё три книги, связанные с волшебным миром Гарри Поттера. Все они упоминаются в основной серии книг о Гарри Поттере как книги, которые читали юные волшебники; в этих описаниях они имеют других, вымышленных авторов.
- Квиддич с древности до наших дней (2001) — книга об истории игры квиддич, которую Гарри Поттер читал в первой книге основной серии.
- Фантастические звери и места их обитания (2001) — один из учебников по предмету «Уход за магическими существами».

Выручка от продажи этих двух книг пошла в фонд благотворительной организации «Разрядка смехом».
- Сказки барда Бидля (2007) — книга сказок для маленьких волшебников, многократно упоминаемая в «Гарри Поттер и Дары Смерти». Роулинг выставила семь рукописных копий сборника на аукцион, чтобы собрать деньги для Children’s High Level Group, фонда поддержки умственно отсталых детей из бедных стран. Международный выпуск книги состоялся 4 декабря 2008 года[89][90].

### Wizarding World
В 2011 году Роулинг анонсировала сетевой проект Pottermore. Открытие сайта состоялось 14 апреля 2012 года. Pottermore — это совместное предприятие Джоан Роулинг и Sony. Сайт представляет собой различные данные о серии Гарри Поттера с интерактивными возможностями, новые дополнительные замечания от Роулинг и продажу электронных книг. Вниманию пользователей было представлено несколько мини-игр на выбор, однако основной целью проекта было позволить читателям ознакомиться с материалом историй, ранее не представленным автором и насчитывающим более чем 18 000 слов дополнительного текста.
В 2020 году сайт был переименован в Wizarding World.

## Производные работы и проекты

### Фильмы
В 1998 году Роулинг продала права на экранизацию первых четырёх книг о Гарри Поттере кинокомпании Warner Bros. за один миллион фунтов стерлингов. Согласно требованиям автора, исполнители главных ролей должны были быть строго британского происхождения. Тем не менее, не было исключено участие ирландских актёров, как в случае Ричарда Харриса в роли Дамблдора, и проведение кастинга персонажей соответствующих по книге национальностей во Франции и Восточной Европе для фильма «Гарри Поттер и Кубок огня». Список рассматриваемых режиссёров включал в себя Стивена Спилберга, Терри Гиллиама, Джонатана Демми и Алана Паркера, и в итоге 28 марта 2000 года возглавить съёмки «Гарри Поттер и философский камень» было поручено Крису Коламбусу. Своё решение продюсеры Warner Bros. объяснили, ссылаясь на работу Коламбуса над такими семейными фильмами, как «Один дома» и «Миссис Даутфайр», и его успешный опыт в сотрудничестве с актёрами-детьми. Съёмки начались после экстенсивного кастинга в октябре 2000 года на студии Leavesden Film и завершились в июле 2001 года.
Премьера «Философского камня» состоялась 14 ноября 2001 года, и всего спустя три дня началось производство сиквела. «Гарри Поттер и тайная комната» также была срежиссирована Коламбусом. Съёмки закончились летом 2002 года, и уже 15 ноября того же года фильм вышел в кинопрокат.
Крису Коламбусу было также предложено возглавить съёмки третьей картины, «Гарри Поттер и узник Азкабана», однако он отказался и выступил лишь в роли продюсера проекта. Место режиссёра занял Альфонсо Куарон. Производство фильма длилось на протяжении 2003 года, а премьера состоялась 4 июня 2004 года. Режиссёром четвёртого фильма, «Гарри Поттер и Кубок огня», выпущенного 18 ноября 2005 года, был выбран Майк Ньюэлл, ставший первым британским режиссёром серии. Созданием следующей картины, «Гарри Поттер и Орден Феникса», занялся английский телевизионный режиссёр Дэвид Йейтс. Съёмки начались в январе 2006 года, а премьера состоялась в июле следующего года. Руководители студии остались довольны работой Йейтса и вновь поручили ему возглавить производство серии. «Гарри Поттер и Принц-полукровка» был выпущен в прокат 15 июля 2009 года.
В марте 2008 года президент и исполнительный директор Warner Bros. анонсировал финальную главу серии, «Гарри Поттер и Дары Смерти», разделённую на два полнометражных фильма. Съёмки обеих картин началась в феврале 2009 года и завершились 12 июня 2010 года. Первый был выпущен в прокат 19 ноября 2010 года, а второй — 15 июля следующего года.
Джоан Роулинг осуществляла творческий контроль над экранизациями, принимала активное участие в процессе производства «Философского камня» и выступила в качестве одного из продюсеров двух частей «Даров смерти». Все восемь фильмов серии «Гарри Поттер» вошли в список самых кассовых фильмов. Помимо коммерческого успеха серия добилась признания кинокритиков.
Мнения поклонников книг о киноадаптациях, как правило, разделены. В основном первые два фильма противопоставляются шести последующим как считаемые некоторыми более близкими к оригиналу. Сама Роулинг постоянно поддерживала все фильмы серии и оценила обе части «Даров смерти» как свои самые любимые.
В феврале 2011 года на церемонии вручения премии BAFTA 2011 Роулинг вместе с продюсерами Дэвидом Хейманом и Дэвидом Барроном, а также режиссёрами Дэвидом Йейтсом, Альфонсо Куароном и Майком Ньюэллом удостоилась награды за вклад в развитие британского кинематографа. На церемонии также присутствовали актёры Руперт Гринт и Эмма Уотсон, исполнившие роли Рона Уизли и Гермионы Грейнджер.

### Сериал
В апреле 2023 года был официально анонсирован сериал о Гарри Поттере. Предполагается, что по каждому роману будет снят отдельный сезон.

### Аудиокниги
Все романы серии «Гарри Поттер» были также выпущены в формате аудиокниг. Версии изданий для Великобритании были начитаны Стивеном Фраем в 2002 году, а американские версии — Джимом Дейлом. Дейл также выступил в роли рассказчика в дополнительных материалах к DVD-изданиям экранизаций книг. На русском языке аудиокниги озвучил актёр Александр Клюквин.

### Игры
Под брендом Harry Potter было выпущено одиннадцать видеоигр, восемь из которых разработаны непосредственно по мотивам фильмов и книг, а остальные три являются спин-оффами. Игры доступны на всех основных платформах, включая PC, PS3, GameCube, PS2, XBox 360 и Wii.
| Год выпуска        | Русскоязычное название                   | Оригинальное название                         | Платформы                                                                                 |                    |
| Основная серия игр | Основная серия игр                       | Основная серия игр                            | Основная серия игр                                                                        | Основная серия игр |
| ------------------ | ---------------------------------------- | --------------------------------------------- | ----------------------------------------------------------------------------------------- | ------------------ |
| 2001               | Гарри Поттер и философский камень        | Harry Potter and the Philosopher’s Stone      | PC, PlayStation,PlayStation 2, GBA, Game Boy Color, Xbox, Nintendo GameCube               |                    |
| 2002               | Гарри Поттер и Тайная комната            | Harry Potter and the Chamber of Secrets       | PC, PlayStation, PlayStation 2, Xbox, Nintendo GameCube, Game Boy Advance, Game Boy Color |                    |
| 2004               | Гарри Поттер и узник Азкабана            | Harry Potter and the Prisoner of Azkaban      | PC, PlayStation 2, Nintendo GameCube, Xbox, Game Boy Advance, Game Boy Color              |                    |
| 2005               | Гарри Поттер и Кубок огня                | Harry Potter and the Goblet of Fire           | PC, PlayStation 2, Xbox, GameCube, Nintendo DS, PSP, GBA                                  |                    |
| 2007               | Гарри Поттер и Орден Феникса             | Harry Potter and the Order of the Phoenix     | PC, PlayStation 2, PlayStation 3, XBox, XBox 360, Wii, PSP, Mobile                        |                    |
| 2009               | Гарри Поттер и Принц-полукровка          | Harry Potter and the Half-Blood Prince        | PC, Mac OS X, PlayStation 2, PlayStation 3, PSP, Xbox 360, Nintendo DS, Wii, Mobile       |                    |
| 2010               | Гарри Поттер и Дары Смерти: Часть 1      | Harry Potter and the Deathly Hallows: Part I  | PC, PlayStation 3, XBox 360, Wii, Nintendo DS, Mobile                                     |                    |
| 2011               | Гарри Поттер и Дары Смерти: Часть 2      | Harry Potter and the Deathly Hallows: Part II | PC, PlayStation 3, XBox 360, Wii, Nintendo DS, Mobile                                     |                    |
| Спин-оффы          |                                          |                                               |                                                                                           |                    |
| 2003               | Гарри Поттер: Чемпионат мира по квиддичу | Harry Potter: Quidditch World Cup             | PC, PlayStation 2, Xbox, Nintendo GameCube, Game Boy Advance                              |                    |
| 2010               | LEGO: Гарри Поттер 1-4 годы              | LEGO Harry Potter: Years 1-4                  | PC, PlayStation 3, Xbox, Nintendo DS, Wii, PSP, iOS                                       |                    |
| 2011               | LEGO: Гарри Поттер 5-7 годы              | LEGO Harry Potter: Years 5-7                  | PC, PlayStation 3, Xbox, Nintendo DS, Wii, PSP, iOS, PSV                                  |                    |

В 2001 году к премьере первого фильма компанией Wizards of the Coast начала издаваться коллекционная карточная игра Harry Potter Trading Card Game. К концу года игра занимала второе место среди самых продаваемых игрушек в США, однако в конце 2002 года издание игры было прекращено.

### Аттракционы
- Wizarding World of Harry Potter в составе парка отдыха Universal Orlando Resort во Флориде (США). Официальное открытие для всех желающих состоялось 18 июня 2010 года[124].
- Волшебный Мир Гарри Поттера (Япония)[англ.]
- Волшебный Мир Гарри Поттера (Universal Studios Hollywood)[англ.]
- Мир Гарри Поттера (Лондон)[англ.][125]. Этот павильон открыли в марте 2012 года[126].
- The Warner Bros. Studio Tour Tokyo — The Making of Harry Potter в Токио — самый большой в мире крытый парк по мотивам вселенной «Гарри Поттера», открыт в июне 2023 года[127].
- Universal Epic Universe[англ.] — ещё один тематический парк в составе Universal Orlando, одна из пяти зон которого посвящена Гарри Поттеру; открыт в мае 2025 года[128].

## Памятники
1 октября 2020 года в Лондоне, на площади Лестер, установили памятник Гарри Поттеру, где он изображен летящим на метле.
В 2021 году в Тирасполе открыли памятник Гарри Поттеру.